# Liste von Sakralbauten in Mainz
Die Liste der Sakralbauten in Mainz listet nach Konfessionen unterteilt die Kirchengebäude und sonstigen Sakralbauten in der rheinland-pfälzischen Landeshauptstadt Mainz auf.

## Christentum

### Römisch-katholische Kirchengebäude
| Bild | Inneres | Name                                 | Stadtteil / Lage                                        | Bauzeit     | Anmerkungen / Baustil |
| ---- | ------- | ------------------------------------ | ------------------------------------------------------- | ----------- | --- |
|      |         | Dom St. Martin                       | Mainz Markt 10 (Standort)                               | 11.–13. Jh. | Romanische Bischofskirche |
|      |         | St. Stephan                          | Mainz Kleine Weißgasse 12 (Standort)                    | 1267–1340   | Spätgotische Hallenkirche; Überregionale Bekanntheit verdankt sie der von Marc Chagall gestalteten Kirchenfenster.                      |
|      |         | St. Emmeran                          | Mainz Emmeranstraße 17 (Standort)                       | 14. Jh.     | Spätgotische Kirche mit romanischem Turm                                                                                                |
|      |         | St. Quintin                          | Mainz Quintinstraße 5 (Standort)                        | 1288–1330   | Gotische Hallenkirche mit romanischem Turm                                                                                              |
|      |         | St. Peter                            | Mainz Petersstraße 3 (Standort)                         | 1749–1756   | Kirche im Stil des Rokoko |
|      |         | St. Ignaz                            | Mainz Kapuzinerstraße 36 (Standort)                     | 1763–1775   | Kirche im Stil des frühen Klassizismus                                                                                                  |
|      |         | Augustinerkirche Hl. Dreifaltigkeit  | Mainz Augustinerstraße (Standort)                       | 1768–1771   | Barocke Stiftskirche; heute Kirche des Priesterseminars des Bistums Mainz.                                                              |
|      |         | Karmeliterkirche Mariä Himmelfahrt   | Mainz Karmeliterstraße (Standort)                       | 14. Jh.     | Gotische Kirche mit spitzem Dachreiter. Seit 1924 Sitz der Karmeliten                                                                   |
|      |         | Kapuzinerkirche Maria Mater Dolorosa | Mainz Himmelgasse 18 (Standort)                         | 1901        | ursprünglich Kapuzinerkirche; heute Mutterhauskirche der Marienschwestern                                                               |
|      |         | Klarissenklosterkirche               | Mainz Gymnasiumstraße 7 (Standort)                      | ~ 1990      | Klarissenklosterkirche (Kapuzinerinnen von der ewigen Anbetung). Der Konvent besteht bereits seit seiner Neugründung im Jahr 1860 dort. |
|      |         | St. Bonifaz                          | Mainz Bonifaziusplatz 1 (Standort)                      | 1954        | Neubau der Kirche nach vollständiger Zerstörung des neugotischen Vorgängerbaus im Zweiten Weltkrieg.                                    |
|      |         | St. Joseph                           | Mainz Josefsstraße 78 (Standort)                        | 1957        | Neubau der Kirche nach vollständiger Zerstörung des neugotischen Vorgängerbaus im Zweiten Weltkrieg.                                    |
|      |         | Liebfrauen                           | Mainz Moselstraße 30 (Standort)                         | 1966        | |
|      |         | St. Georg                            | Mainz/Bretzenheim Dantestraße 15 (Standort)             | 1722        | Barocke Saalkirche |
|      |         | St. Bernhard                         | Mainz/Bretzenheim Hans-Böckler-Straße 19 (Standort)     | 1992        | In St. Bernhard befindet sich die einzige Orgel von Aristide Cavaillé-Coll auf deutschem Boden.                                         |
|      |         | Maria Königin                        | Mainz/Drais Daniel-Brendel-Straße 3 (Standort)          | 1737        | Barocke Saalkirche |
|      |         | St. Laurentius                       | Mainz/Ebersheim Römerstraße 21 (Standort)               | 1729/ 1768  | Barocke Saalkirche |
|      |         | St. Martin                           | Mainz/Finthen Kirchgasse 2 (Standort)                   | 1863        | Neuromanisches Kirchengebäude |
|      |         | St. Hedwig                           | Mainz/Finthen Rosmerthastraße 46 (Standort)             | 1984        | |
|      |         | St. Stephan                          | Mainz/Gonsenheim Kirchgäßchen 9 (Standort)              | 1906        | Aufgrund der stattlichen Größe und repräsentativen Doppelturmfassade in der Umgangssprache auch als Rheinhessendom bezeichnet.          |
|      |         | St. Petrus Canisius                  | Mainz/Gonsenheim Alfred-Delp-Straße 64 (Standort)       | 1956        | |
|      |         | St. Rabanus Maurus                   | Mainz/Hartenberg Am Judensand 33 (Standort)             | 1965        | Modernes Kirchengebäude mit weit vorgelagertem Kirchturm.                                                                               |
|      |         | St. Pankratius                       | Mainz/Hechtsheim Bergstraße 22 (Standort)               | 1752 1901   | Barocke Saalkirche mit neugotischer Erweiterung                                                                                         |
|      |         | Mariä Heimsuchung                    | Mainz/Laubenheim Pfarrer-Goedecker-Straße 29 (Standort) | 1720/ 1908  | Barocke Saalkirche mit neubarocker Erweiterung im Jahr 1908                                                                             |
|      |         | St. Franziskus                       | Mainz/Lerchenberg Rubensallee 5 (Standort)              | 1984        | |
|      |         | St. Stephan                          | Mainz/Marienborn Gottfried-Schwalbach-Straße (Standort) | 1730        | Barocke Saalkirche |
|      |         | Herz Jesu                            | Mainz/Mombach Hauptstraße 67 (Standort)                 | 1913        | Neugotische Pfarrkirche von Architekt Ludwig Becker.                                                                                    |
|      |         | St. Nikolaus                         | Mainz/Mombach Hauptstraße 155 (Standort)                | 1956        | |
|      |         | St. Johannes Evangelist              | Mainz/Münchfeld Dijonstraße 1 (Standort)                | 1968        | |
|      |         | St. Albertus                         | Mainz/Münchfeld Saarstraße 20 (Standort)                | 1961        | Katholische Hochschulgemeinde |
|      |         | St. Rochus                           | Mainz/Oberstadt Langenbeckstraße 1 (Standort)           | 1914        | Katholische Klinikpfarrei |
|      |         | St. Alban                            | Mainz/Oberstadt An der Goldgrube 44 (Standort)          | 1952        | |
|      |         | Heilig Kreuz                         | Mainz/Oberstadt Weichselstraße 60 (Standort)            | 1954        | Fächerförmiges Kirchengebäude mit Kuppel im Zentrum                                                                                     |
|      |         | St. Jakobus                          | Mainz/Oberstadt Berliner Straße 39 (Standort)           | 1982        | |
|      |         | Mariä Himmelfahrt                    | Mainz/Weisenau Jakob-Sieben-Straße 33 (Standort)        | 1913        | Pfarrkirche von Architekt Ludwig Becker.                                                                                                |
|      |         | St. Achatius                         | Mainz/Zahlbach Backhauskohl 6 (Standort)                | 1810        | Klassizistische Saalkirche |

### Evangelisch-landeskirchliche Kirchengebäude (Evangelische Kirche in Hessen und Nassau)
| Bild | Inneres | Name                                      | Stadtteil / Lage                                        | Bauzeit   | Anmerkungen / Baustil                                          |
| ---- | ------- | ----------------------------------------- | ------------------------------------------------------- | --------- | -------------------------------------------------------------- |
|      |         | St. Johannis                              | Mainz Johannisstraße (Standort)                         | 910       | Ursprüngliche Bischofskirche der Stadt, seit 1828 evangelisch. |
|      |         | Altmünsterkirche                          | Mainz Münsterstraße 25 (Standort)                       | 1960      |                                                                |
|      |         | Christuskirche                            | Mainz Kaiserstraße 56 (Standort)                        | 1896–1903 |                                                                |
|      |         | Pauluskirche                              | Mainz Moltkestraße 1 (Standort)                         | 1981      |                                                                |
|      |         | Philippuskirche                           | Mainz/Bretzenheim Hans-Böckler-Straße 3 (Standort)      | 1973      |                                                                |
|      |         | Evangelische Kirche                       | Mainz/Drais Marc-Chagall-Straße 41C (Standort)          | 1956      |                                                                |
|      |         | Evangelische Kirche                       | Mainz/Ebersheim Senefelder Straße 16 (Standort)         |           |                                                                |
|      |         | Evangelische Kirche                       | Mainz/Finthen Huttenstraße 1 (Standort)                 | 1956      |                                                                |
|      |         | Evangelische Kirche                       | Mainz/Gonsenheim Elbestraße 1 (Standort)                | 1911      |                                                                |
|      |         | Auferstehungskirche                       | Mainz/Hartenberg Am Fort Gonsenheim 151 (Standort)      | 1962      |                                                                |
|      |         | Evangelische Studierendengemeinde         | Mainz/Hartenberg Am Gonsenheimer Spieß 21 (Standort)    |           |                                                                |
|      |         | Evangelische Kirche                       | Mainz/Hechtsheim Bodenheimer Straße 56 (Standort)       |           |                                                                |
|      |         | Evangelisches Gemeindezentrum Frankenhöhe | Mainz/Hechtsheim Lion-Feuchtwanger-Straße 14 (Standort) |           |                                                                |
|      |         | Evangelische Kirche                       | Mainz/Laubenheim Oppenheimer Straße 6 (Standort)        | 1894      |                                                                |
|      |         | Maria-Magdalena-Kirche                    | Mainz/Lerchenberg Huttenstraße 1 (Standort)             | 1968      |                                                                |
|      |         | Evangelische Kirche                       | Mainz/Marienborn Mercatorstraße 18 (Standort)           | 1983      |                                                                |
|      |         | Friedenskirche                            | Mainz/Mombach Pestalozzistraße 2 (Standort)             | 1911      |                                                                |
|      |         | Lutherkirche                              | Mainz/Oberstadt Wilhelmiterstraße 17 (Standort)         | 1949      |                                                                |
|      |         | Melanchtonkirche                          | Mainz/Oberstadt Beuthener Straße 39A (Standort)         | 1969      | Zeltförmiges Kirchengebäude                                    |
|      |         | Thomaskirche                              | Mainz/Oberstadt Berliner Straße 27 (Standort)           | ~ 1970    |                                                                |
|      |         | Gustav-Adolf-Kirche                       | Mainz/Weisenau August-Herber-Straße 26 (Standort)       | 1891      |                                                                |

### Weitere Kirchengebäude
| Bild | Inneres | Name                   | Konfession                                            | Stadtteil / Lage                                  | Bauzeit   | Anmerkungen |
| ---- | ------- | ---------------------- | ----------------------------------------------------- | ------------------------------------------------- | --------- | --- |
|      |         | St. Christoph          | Alt-katholisch/ Römisch-katholisch/ Russisch-orthodox | Mainz Hintere Christophsgasse 3 (Standort)        | 1240–1330 | Ursprünglich röm.-kath. Pfarrkirche (Taufkirche Johannes Gutenbergs). 1945 nahezu vollständig zerstört und bis heute als Ruine ein Mahnmal für den Frieden. Der wiederaufgebaute Chorraum dient heute als ökumenischer Kirchenraum für Gottesdienste der russisch-orthodoxen, alt.-kath. Gemeinde und des röm.-kath. City-Pastorals. |
|      |         | Neuapostolische Kirche | neuapostolisch                                        | Mainz Wallaustraße 2 (Standort)                   |           | |
|      |         | Kreuzkirche            | Evangelisch-Freikirchliche Gemeinde (Baptisten)       | Mainz/Gonsenheim Karlsbader Straße 7 (Standort)   |           | |
|      |         | Hl. Nikolaus           | Mazedonisch-orthodox                                  | Mainz/Hechtsheim August-Horch-Straße 4 (Standort) | 2009–2015 | Kirche der Mazedonisch-Orthodoxen Kirche |
|      |         | St. Kyrillos           | Koptisch-orthodox                                     | Mainz/Mombach Westring 315 (Standort)             | 1972      | Ursprünglich röm.-kath. Kirche Heilig Geist. Seit 2014 Kirche der koptischen Gemeinde unter dem neuen Patrozinium St. Kyrillos. |

## Judentum
| Bild | Inneres | Name              | Stadtteil / Lage                            | Bauzeit | Anmerkungen / Baustil                                                        |
| ---- | ------- | ----------------- | ------------------------------------------- | ------- | ---------------------------------------------------------------------------- |
|      |         | Neue Synagoge     | Mainz Synagogenplatz (Standort)             | 2010    |                                                                              |
|      |         | Synagoge Weisenau | Mainz/Weisenau Wormser Straße 31 (Standort) | 1738    | Die Synagoge in Weisenau wurde bei den Novemberpogromen 1938 nicht zerstört. |

## Islam
| Bild | Inneres | Name                | Stadtteil / Lage                                | Bauzeit | Anmerkungen / Baustil |
| ---- | ------- | ------------------- | ----------------------------------------------- | ------- | --------------------- |
|      |         | Yunus-Emre-Moschee  | Mainz/Hartenberg Rheingauwall 1 (Standort)      |         |                       |
|      |         | Eyüp-Sultan-Moschee | Mainz/Hartenberg Mombacher Straße 71 (Standort) |         |                       |
|      |         | Al-Nur-Moschee      | Mainz/Hartenberg Mombacher Straße 67 (Standort) |         |                       |
|      |         | Ulu-Camii-Moschee   |                                                 |         |                       |